# Sistema elettorale in Italia
Il sistema elettorale italiano è l'insieme delle regole con cui, sulla base dei voti espressi dai cittadini italiani durante le elezioni, sono assegnati i seggi all'interno degli organi politico-istituzionali locali, nazionali ed europei. La situazione è articolata e differenziata a seconda delle varie categorie di votazione previste dall'ordinamento politico italiano:
- le elezioni politiche, in occasione delle quali si vota per l'elezione dei 400 componenti della Camera dei deputati e dei 200 membri elettivi del Senato della Repubblica;[N 1]
- le elezioni europee, in occasione delle quali si vota per l'elezione dei 76 membri del Parlamento europeo spettanti all'Italia;[N 2][N 3][1]
- le elezioni regionali, in occasione delle quali si vota per l'elezione del presidente della giunta regionale e del consiglio regionale;[N 4]
- le elezioni amministrative, in occasione delle quali si vota per l'elezione del sindaco e del consiglio comunale;[N 5] in Valle d'Aosta si elegge contestualmente il vicesindaco[N 6] e nelle grandi città si vota inoltre per i consigli circoscrizionali.[N 7]

Ciascun tipo di consultazione ha luogo di norma ogni cinque anni. Il sistema proporzionale con soglia di sbarramento, adottato per tutte le elezioni italiane dal 1946 al 1993 (fatta eccezione per il Senato), è ancora usato per le elezioni del Parlamento europeo. Anche i restanti appuntamenti elettorali – salvo le consultazioni comunali nelle municipalità meno popolose e le elezioni circoscrizionali – si svolgono sulla base di sistemi elettorali di impostazione proporzionale, ma corretti in misura significativa con quote maggioritarie o premi di governabilità variamente assegnati.

## Elezioni politiche

### Cronologia
| Anno                | Legge            | Leg. di utilizzo                                      | Sistema elettorale                                     | Note |
| ------------------- | ---------------- | ----------------------------------------------------- | ------------------------------------------------------ | --- |
| Regno d'Italia      |                  |                                                       |                                                        | |
| Stato liberale      |                  |                                                       |                                                        | |
| 1860                | Legge 1019/1860  | VIII, IX, X, XI, XII, XIII, XIV                       | Maggioritario uninominale a doppio turno               | Mutuata dalla normativa del Regno di Sardegna                                                                         |
| 1882                | Legge Zanardelli | XV, XVI, XVII, XVIII, XIX, XX, XXI, XXII, XXIII, XXIV | Plurinominale con scrutinio di lista                   | Emendata con la legge 315/1892 e con la legge 666/1912                                                                |
| 1919                | Legge 1401/1919  | XXV, XXVI                                             | Proporzionale puro                                     | |
| Regime fascista     |                  |                                                       |                                                        | |
| 1923                | Legge Acerbo     | XXVII                                                 | Proporzionale con premio di maggioranza                | |
| 1925                | Legge 122/1925   | -                                                     |                                                        | Mai utilizzata. |
| 1928                | Legge 1019/1928  | XXVIII, XXIX                                          | Sistema plebiscitario                                  | |
| Repubblica Italiana |                  |                                                       |                                                        | |
| 1946                | Legge 74/1946    | AC, I, II, III, IV, V, VI, VII, VIII, IX, X, XI       | Proporzionale classico                                 | Emendata con la legge elettorale del 1953, cosiddetta Legge Truffa, poi eliminata con la legge 31 luglio 1954, n. 615 |
| 1993                | Mattarellum      | XII, XIII, XIV                                        | Misto proporzionale-maggioritario                      | |
| 2005                | Porcellum        | XV, XVI, XVII                                         | Proporzionale con premio di maggioranza                | Dichiarata parzialmente incostituzionale                                                                              |
| 2015                | Italicum         | -                                                     | Proporzionale con premio di maggioranza e sbarramento. | - Dichiarata parzialmente incostituzionale. - Valida per la sola Camera dei Deputati. - Mai utilizzata.               |
| 2017                | Rosatellum       | XVIII, XIX                                            | Misto proporzionale-maggioritario                      | |

### Evoluzione storica

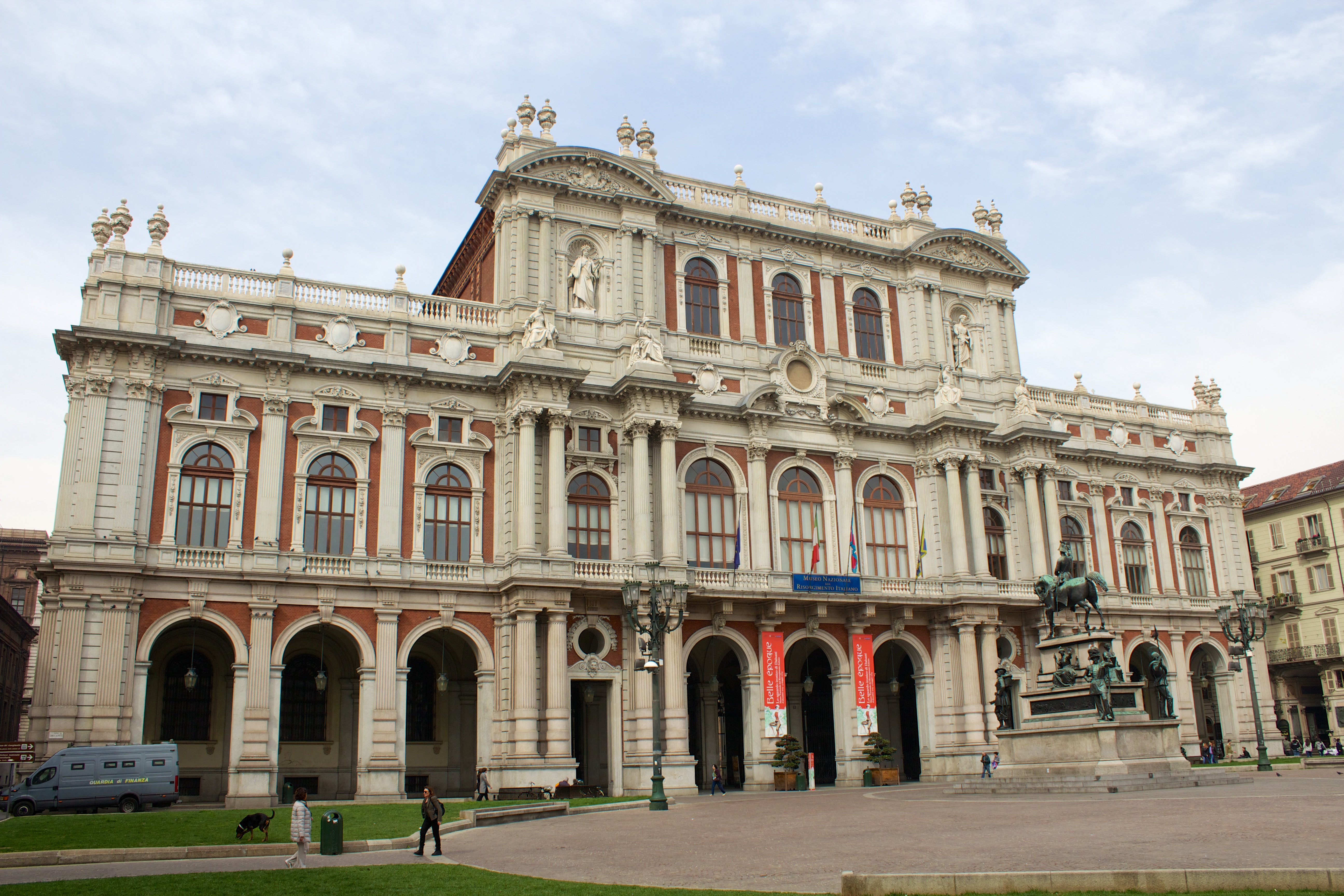
Palazzo Carignano a Torino, prima sede della Camera dei deputati del Regno d'Italia

All'atto dell'unità d'Italia fu mutuata la normativa del Regno di Sardegna, che per l'elezione dei deputati prevedeva un sistema maggioritario uninominale a doppio turno: in ogni collegio elettorale accedevano al ballottaggio i due candidati che al primo turno avevano ottenuto più voti. Il Senato era invece a totale nomina regia e rimase tale fino all'istituzione della Repubblica Italiana.
Nel 1882 fu introdotto un meccanismo plurinominale di lista: in ogni circoscrizione si eleggeva un numero di deputati compreso fra due e cinque, in ragione dei voti attribuiti ai diversi partiti politici concorrenti. Tale sistema, tuttavia, contribuì notevolmente ad accrescere l'instabilità politica, cosicché nel 1892 la legge venne emendata ripristinando i collegi uninominali. Con tali modifiche, essa restò sostanzialmente in vigore sino al 1919, allorché fu sostituita da un nuovo provvedimento che introduceva un sistema proporzionale puro basato su 54 circoscrizioni; ciascun collegio eleggeva da 5 a 20 deputati con il metodo D'Hondt. Le liste potevano essere complete o incomplete: nel secondo caso l'elettore aveva possibilità di completarla inserendovi in fondo i nomi di candidati di altre liste secondo il meccanismo del voto disgiunto; qualora l'elettore avesse scelto una lista completa o avesse rinunciato al diritto di aggiunta di una lista incompleta, aveva la possibilità di esercitare il voto di preferenza per un numero di candidati compreso fra uno e quattro a seconda delle dimensioni della circoscrizione. All'interno di ciascuna lista i candidati venivano eletti sulla base della somma dei voti di preferenza e dei voti aggiuntivi ottenuti.
Nel 1923 entrò in vigore la legge Acerbo, voluta da Benito Mussolini per garantire al Partito Nazionale Fascista una solida maggioranza parlamentare. Il provvedimento prevedeva l'adozione di un sistema proporzionale con premio di maggioranza, all'interno di un collegio unico nazionale suddiviso in 16 circoscrizioni. Il risultato nel collegio unico era decisivo per determinare la ripartizione dei seggi assembleari: nel caso in cui la lista più votata a livello nazionale avesse superato il 25% dei voti validi, avrebbe automaticamente ottenuto i due terzi degli scranni della Camera, promuovendo in blocco tutti i propri candidati; in questa eventualità tutte le altre liste si sarebbero divise il restante terzo dei seggi. Qualora invece nessuna delle liste concorrenti avesse conseguito più del 25% dei voti, non sarebbe stato attribuito alcun premio di maggioranza.
A proposito della legge Acerbo, lo storico Alessandro Visani scrisse:

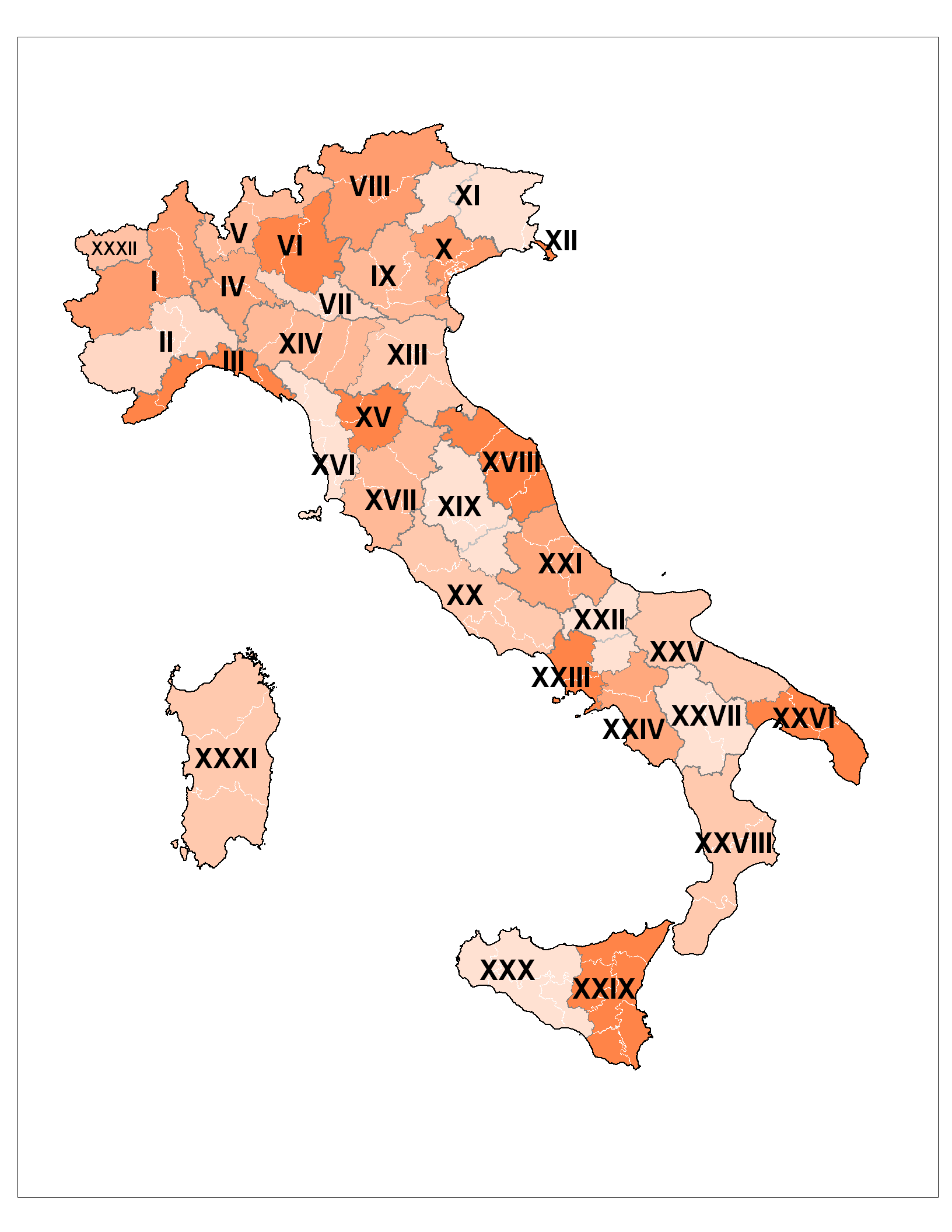
Le 32 circoscrizioni previste dalla legge proporzionale classica (1946-1993) per l'elezione della Camera dei deputati

A seguito della caduta del fascismo e della nascita della Repubblica Italiana, nel 1946 fu approvata la cosiddetta legge proporzionale classica che – con modifiche minime apportate nel corso del tempo – regolò lo svolgimento delle elezioni politiche italiane sino al 1993, ovvero per quasi cinquant'anni. Per quanto riguarda l'elezione della Camera dei deputati, il territorio nazionale era suddiviso in 32 circoscrizioni plurinominali assegnatarie di un numero di seggi variabile a seconda della popolazione; ogni elettore aveva inoltre a disposizione un massimo di quattro voti di preferenza. Il sistema elettorale per il Senato della Repubblica conteneva alcuni modesti correttivi in senso maggioritario, pur mantenendosi anch'esso in un contesto largamente proporzionale. L'unica eccezione notevole nei decenni della Prima Repubblica fu rappresentata dalla legge elettorale del 1953, meglio nota come «legge truffa» dall'appellativo coniato dalle opposizioni: il provvedimento, caldeggiato dal governo di Alcide De Gasperi, inseriva nel sistema di elezione della Camera un premio di maggioranza consistente nell'attribuzione del 65% dei seggi alla lista o al gruppo di liste che avesse superato la metà dei voti validi. Questa clausola non sortì effetti in occasione delle consultazioni del giugno 1953 – giacché la coalizione centrista si fermò al 49,8% dei consensi – e la disposizione fu abrogata l'anno successivo, determinando il ritorno al precedente meccanismo proporzionale.
La legge Mattarella, approvata nel 1993 su impulso dell'iniziativa referendaria a favore del maggioritario, introdusse per la prima volta in Italia un sistema elettorale misto, definito come segue:
- maggioritario uninominale a turno unico per i tre quarti dei seggi del Senato e i tre quarti dei seggi della Camera;
- ripescaggio proporzionale dei più votati fra i candidati non eletti per l'assegnazione del rimanente 25% dei seggi del Senato;
- proporzionale con liste bloccate, scorporo e soglia di sbarramento al 4% per il rimanente 25% dei seggi della Camera.

Tale meccanismo – ribattezzato «Minotauro» in virtù della sua natura ibrida e noto anche con l'appellativo latineggiante di Mattarellum – costituì uno dei principali elementi che segnarono il passaggio alla cosiddetta Seconda Repubblica, rappresentando una decisa svolta rispetto al passato: la preponderante componente maggioritaria prevista dal nuovo sistema, infatti, era volta a favorire lo sviluppo di una forma di bipolarismo, agevolando in linea di principio l'alternanza di governo fra due partiti o coalizioni sul modello delle altre maggiori democrazie occidentali.
Nel 2005 (legge Calderoli, detta Porcellum) entrò in vigore un sistema proporzionale corretto con un cospicuo premio di maggioranza – attribuito su base regionale al Senato – e diverse clausole di accesso; la formulazione originaria della normativa non consentiva il voto di preferenza. Nel 2013 la Corte costituzionale ha dichiarato l'incostituzionalità di parte della legge, in riferimento al premio di maggioranza e all'eccessiva lunghezza delle liste bloccate.
Per quanto riguarda la sola Camera dei deputati, nel 2015 fu approvato un nuovo sistema elettorale, noto come «Italicum»; la legge, mai usata, prevedeva un meccanismo proporzionale con sbarramento al 3% ed eventuale premio di maggioranza. La lista vincitrice avrebbe infatti avuto diritto ad almeno 340 deputati, pari al 54% degli scranni della Camera, qualora avesse conseguito una percentuale non inferiore al 40% dei consensi in ambito nazionale; il numero dei seggi assegnati a ciascun partito sarebbe stato determinato con il metodo Hare-Niemeyer sulla base dei suffragi ottenuti sul territorio nazionale. Le candidature sarebbero state presentate all'interno di venti circoscrizioni regionali, suddivise complessivamente in 100 collegi plurinominali, a ciascuno dei quali spetta un numero prefissato di seggi compreso fra tre e nove. Avrebbero fatto eccezione i nove collegi uninominali delle circoscrizioni Valle d'Aosta e Trentino-Alto Adige; quest'ultima regione avrebbe avuto diritto inoltre a una quota aggiuntiva di deputati da eleggere con criteri proporzionali. Nessuno si sarebbe potuto candidare in più distretti, salvo i capilista nel limite di dieci collegi. Ogni elettore, nell'ambito della lista prescelta, avrebbe disposto anche di un massimo di due voti di preferenza a favore di candidati di genere diverso che non fossero capilista. In ogni collegio, nel limite dei seggi spettanti in proporzione a ciascun partito, sarebbero stati dichiarati eletti i rispettivi capilista e – in subordine – i candidati che avessero conseguito il maggior numero di preferenze.

### Sistema vigente
Dal 2017 è in vigore un sistema elettorale misto a separazione completa, ribattezzato Rosatellum bis: in ciascuno dei due rami del Parlamento, il 37% circa dei seggi assembleari è attribuito con un sistema maggioritario uninominale a turno unico, mentre il 61% circa degli scranni viene ripartito fra le liste concorrenti mediante un meccanismo proporzionale corretto con diverse clausole di sbarramento. Le candidature per quest'ultima componente sono presentate nell'ambito di collegi plurinominali (5/8 di 392=245), a ognuno dei quali spetta un numero prefissato di seggi; l'elettore non dispone del voto di preferenza né del voto disgiunto. La Costituzione stabilisce altresì che otto deputati e quattro senatori debbano essere prescelti dai cittadini italiani residenti all'estero.
| Camera dei deputati | Camera dei deputati                      | Camera dei deputati | Camera dei deputati | Senato della Repubblica | Senato della Repubblica                  | Senato della Repubblica | Senato della Repubblica |
|                     |                                          |                     |                     |                         |                                          |                         |                         |
| Metodo di elezione  | Metodo di elezione                       | Seggi               | %                   | Metodo di elezione      | Metodo di elezione                       | Seggi                   | %                       |
|                     | Maggioritario uninominale a turno unico  | 147                 | 36,75%              |                         | Maggioritario uninominale a turno unico  | 74                      | 37%                     |
|                     | Proporzionale con sbarramento al 3%      | 245                 | 61,25%              |                         | Proporzionale con sbarramento al 3%      | 122                     | 61%                     |
|                     | Voto degli italiani residenti all'estero | 8                   | 2%                  |                         | Voto degli italiani residenti all'estero | 4                       | 2%                      |

## Elezioni europee

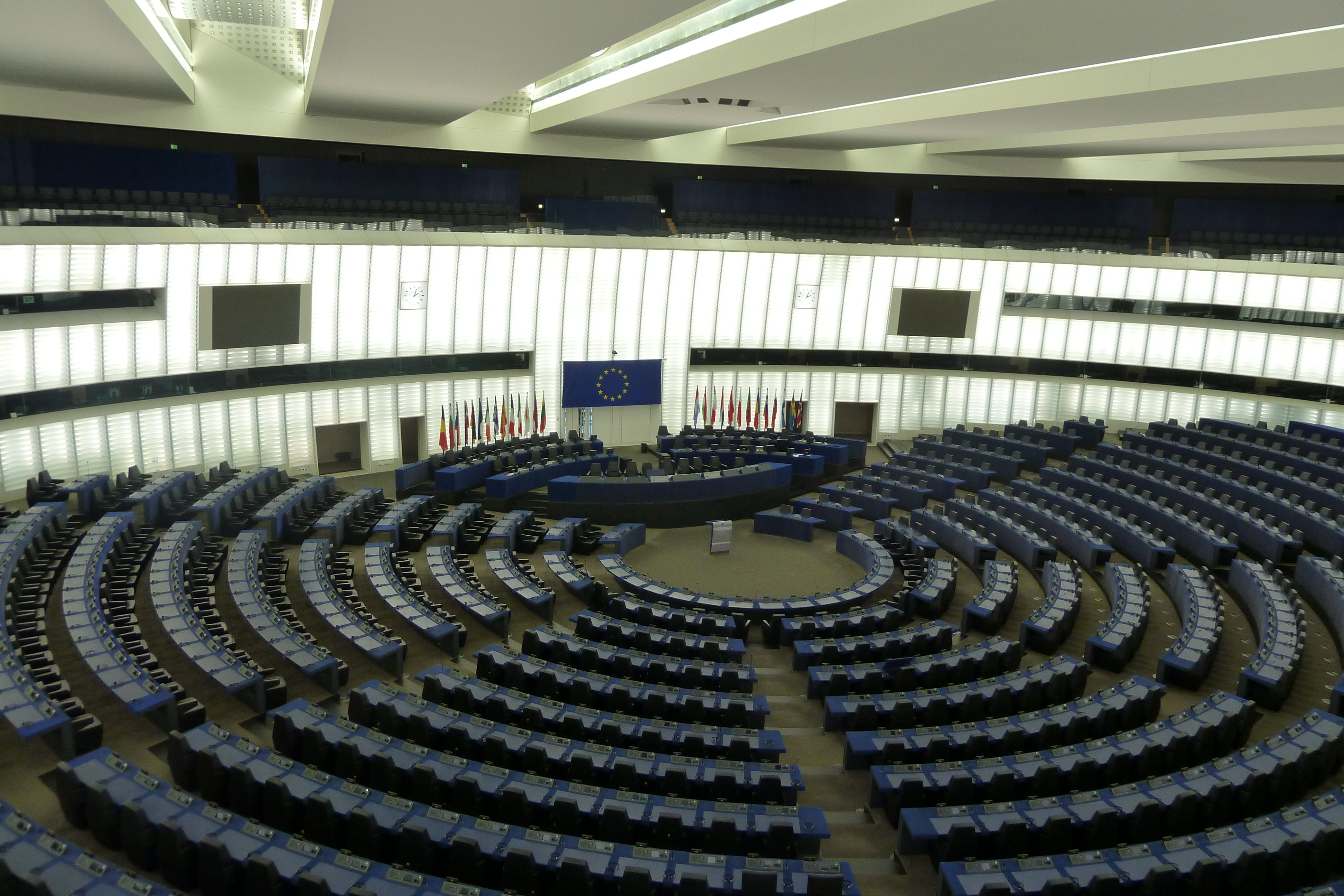
L'aula del Parlamento europeo, a Strasburgo

Dal 1979, quando fu istituito il Parlamento europeo come assemblea elettiva, le elezioni europee sono disciplinate da un sistema proporzionale, in accordo a quanto previsto dalla normativa comunitaria. Nel 2009 è stata introdotta una soglia di sbarramento al 4%.
Ogni elettore dispone di un voto di lista e di un massimo di tre preferenze nell'ambito della lista indicata; qualora il votante esprima due o tre voti di preferenza, i candidati prescelti non possono essere tutti del medesimo genere. Per le liste rappresentative delle minoranze linguistiche è contemplata la facoltà di collegamento con una lista nazionale: in questo caso i voti della lista linguistica vengono conteggiati a favore del partito collegato, che è tenuto a cedere uno dei propri seggi assembleari a un candidato linguistico qualora quest'ultimo ottenga almeno 50 000 suffragi. Per le liste delle minoranze linguistiche è consentito indicare una sola preferenza.
Il numero dei seggi attribuiti a ciascun partito è calcolato con il metodo Hare-Niemeyer in ragione dei voti conseguiti in ambito nazionale. Al fine di determinare i candidati eletti, i seggi così assegnati alle varie liste sono distribuiti in proporzione ai voti ottenuti nelle seguenti circoscrizioni, corrispondenti alle cinque unità territoriali statistiche di primo livello:

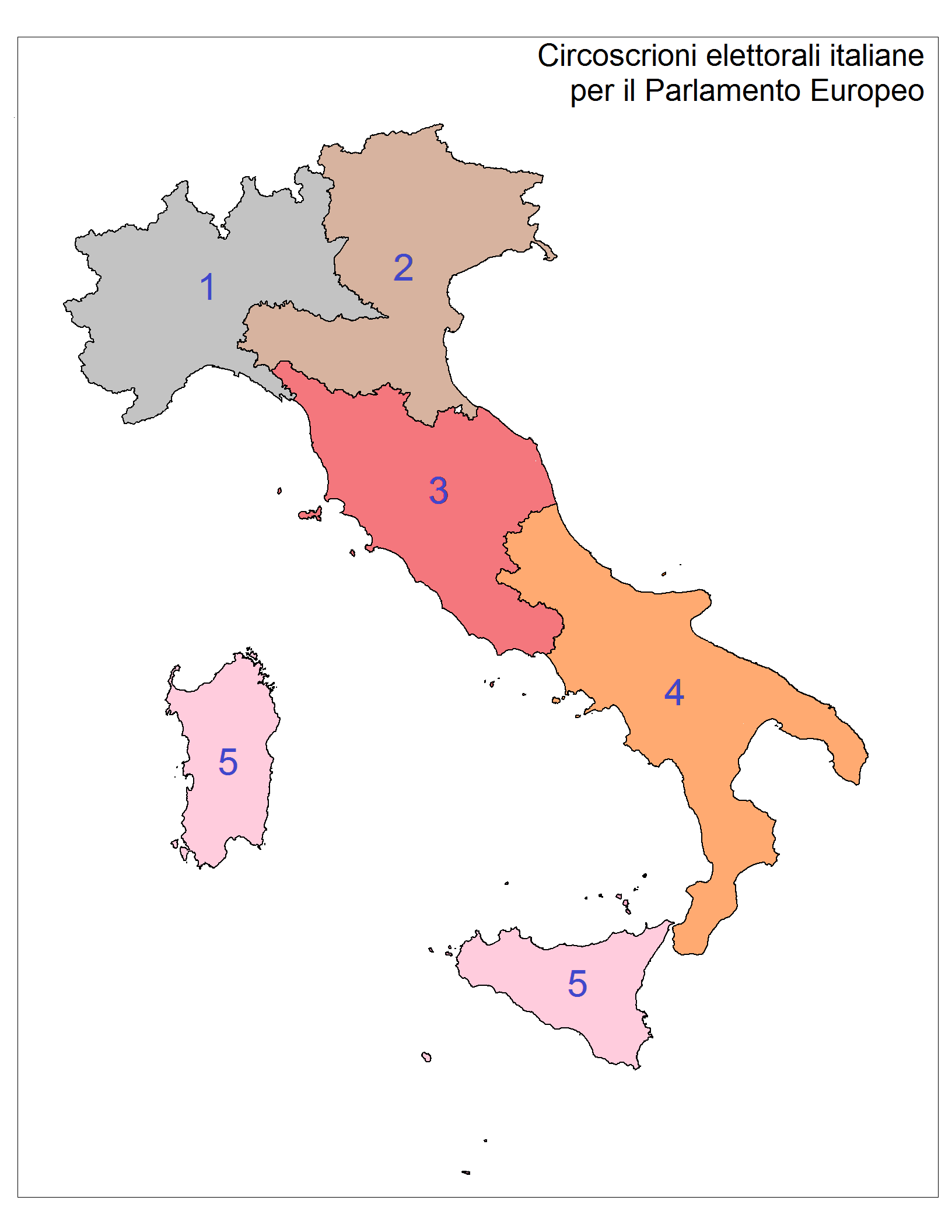
Partizione del territorio italiano in circoscrizioni ai fini dell'elezione dei componenti del Parlamento europeo

1. Italia nord-occidentale, formata da Valle d'Aosta, Piemonte, Liguria e Lombardia;
2. Italia nord-orientale, formata da Trentino-Alto Adige, Veneto, Friuli-Venezia Giulia ed Emilia-Romagna;
3. Italia centrale, formata da Toscana, Umbria, Marche e Lazio;
4. Italia meridionale, formata da Abruzzo, Molise, Campania, Puglia, Basilicata e Calabria;
5. Italia insulare, formata da Sicilia e Sardegna.

Sono dichiarati eletti i candidati che hanno ricevuto il maggior numero di preferenze nelle singole circoscrizioni, nel limite dei seggi spettanti a ciascuna lista.

## Elezioni regionali

### Sistema vigente

#### Normativa nazionale per le regioni a statuto ordinario
A seguito della riforma costituzionale del 1999, la legge fondamentale prescrive che il presidente della giunta regionale sia eletto direttamente dai cittadini, salvo che la normativa regionale disponga diversamente; in tutte le regioni a statuto ordinario la votazione si svolge con la formula del turno unico, fatta eccezione per la Toscana che ha introdotto la possibilità di ricorrere al ballottaggio.
Le norme generali vigenti dal 1995 (legge Tatarella) prevedono inoltre che il consiglio regionale sia eletto contestualmente al presidente mediante un sistema proporzionale con premio di maggioranza. Quattro quinti dei seggi assembleari sono attribuiti proporzionalmente, sulla base di liste presentate nelle diverse province; sono ammessi il voto di preferenza e il voto disgiunto. Le liste che hanno ottenuto una percentuale inferiore al 3% dei voti non ottengono alcun seggio, a meno che non siano collegate con un candidato presidente che abbia superato il 5% dei consensi a livello complessivo. Un quinto dei seggi è assegnato sulla base di liste regionali (i cosiddetti «listini») il cui capolista è il candidato alla presidenza. La coalizione più votata fa eleggere in blocco tutti i candidati del proprio listino, con la seguente eccezione: se le liste provinciali collegate alla lista regionale vincente hanno ottenuto almeno il 50% dei seggi totali, alla nuova maggioranza è attribuita solo la metà dei seggi riservati al listino, mentre il resto viene distribuito tra le liste di opposizione. In ogni caso, il presidente eletto ha diritto a una maggioranza stabile in consiglio (clausola di governabilità): se l'insieme delle liste a lui collegate ha superato i due quinti delle preferenze complessive, alla coalizione debbono essere assicurati i tre quinti dei seggi consiliari; in caso contrario la quota scende al 55% degli scranni. Al fine di garantire il conseguimento delle suddette maggioranze, vengono eventualmente creati d'ufficio dei seggi supplementari che incrementino la dotazione originaria del consiglio regionale.

#### Varianti regionali

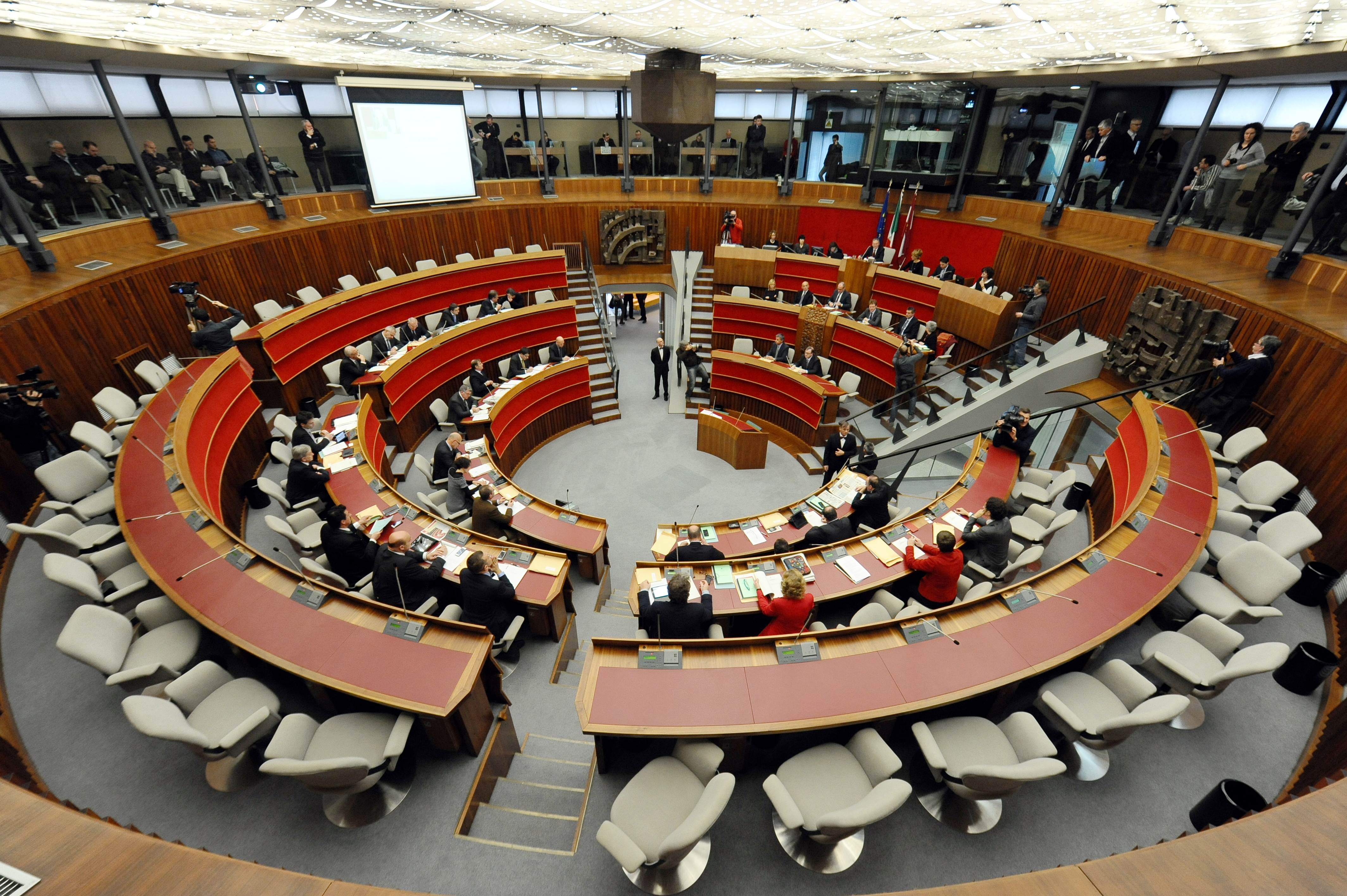
L'aula del consiglio regionale del Trentino-Alto Adige, a Trento

Le regioni Abruzzo, Calabria, Campania, Emilia-Romagna, Friuli-Venezia Giulia, Lombardia, Marche, Puglia, Sardegna, Sicilia, Umbria, Toscana e Veneto hanno introdotto alcune modifiche alla normativa nazionale; in Trentino-Alto Adige e in Valle d'Aosta sono in vigore regole specifiche allo scopo di garantire la rappresentanza delle minoranze linguistiche.

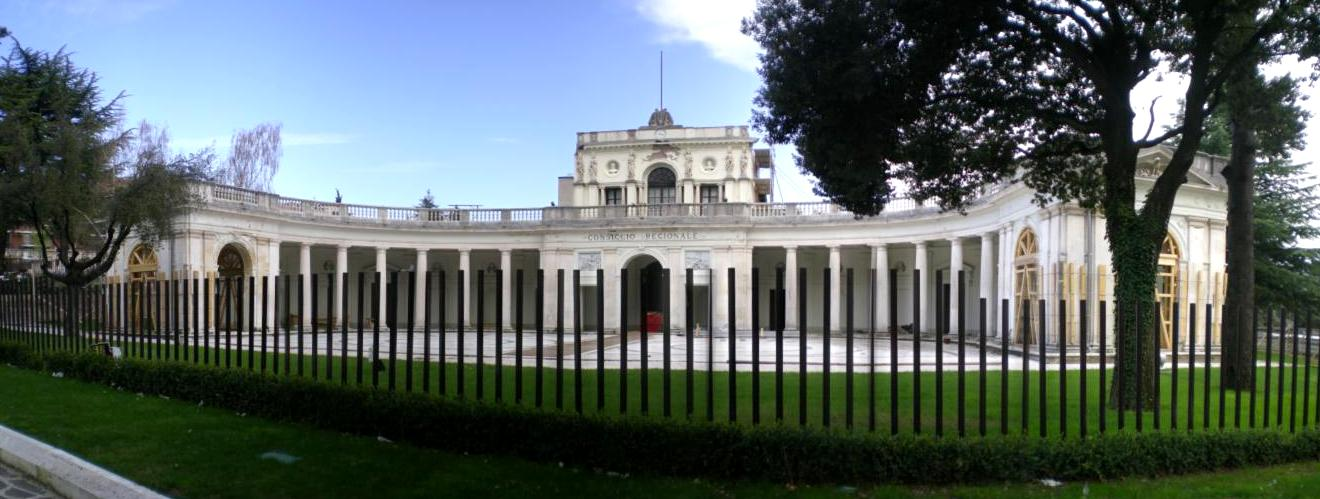
La facciata del Palazzo dell'Esposizione all'Aquila, sede del consiglio regionale dell'Abruzzo

AbruzzoNel 2013 sono state approvate alcune variazioni rispetto alla legislazione nazionale. In particolare, è stata cancellata la quota di seggi assembleari da attribuire con il sistema maggioritario (sono dunque stati aboliti i cosiddetti «listini»); all'insieme di liste che sostengono il presidente eletto sono comunque assegnati di norma almeno i tre quinti dei seggi del consiglio regionale. È stata inoltre inserita una soglia di accesso unica al 4% per le liste e per le coalizioni; all'interno di queste ultime è stata fissata una clausola di sbarramento meno restrittiva, pari al 2% per ciascuna delle liste collegate. La facoltà di esercitare il voto disgiunto è stata eliminata.
CalabriaLe norme vigenti prescrivono che alla coalizione più votata sia attribuito almeno il 55% degli scranni nell'ambito del consiglio. La soglia di sbarramento è stabilita all'8% per le coalizioni e al 4% per le liste; dal 2014 il voto disgiunto non è ammesso.
CampaniaIl sistema elettorale campano è sostanzialmente identico a quello definito dalla normativa nazionale; dal 2009 è prevista la possibilità di esprimere una doppia preferenza di genere per i candidati alla carica di consigliere regionale.
Emilia-RomagnaLa legislazione adottata in Emilia-Romagna dal 2014 ha disposto la sostituzione dei listini bloccati con una quota di seggi da distribuire fra i candidati mediante criteri maggioritari. È inoltre in vigore un meccanismo di salvaguardia delle minoranze analogo a quello previsto dalla legge Tatarella.
Friuli-Venezia GiuliaIn Friuli-Venezia Giulia le elezioni regionali sono disciplinate da un sistema proporzionale corretto con un premio di maggioranza: la coalizione collegata al presidente eletto ha diritto ai tre quinti dei seggi assembleari qualora abbia superato il 45% dei consensi; in caso contrario, la quota degli scranni attribuiti alle liste vincenti scende al 55%. La clausola di sbarramento è posta al 4%; sono altresì ammessi in consiglio regionale i soggetti politici che hanno conseguito un congruo numero di suffragi a livello locale e i candidati rappresentativi del gruppo linguistico sloveno.
LombardiaNel 2012 la Lombardia si è dotata di un sistema elettorale che differisce dalla legge Tatarella per alcuni aspetti. I listini sono stati aboliti e sostituiti da un premio di maggioranza assegnato direttamente: se il presidente eletto ha ottenuto meno del 40% dei voti validi, alla sua coalizione è attribuito il 55% dei seggi del consiglio; se invece il candidato vincitore ha conseguito una percentuale non inferiore al 40% dei suffragi, alle liste collegate spetta almeno il 60% dei seggi assembleari. Come forma di tutela delle minoranze, è previsto che alla coalizione vincente non possa in nessun caso essere assegnato più del 70% dei seggi. Nel 2017 è stata istituita la facoltà di esprimere una doppia preferenza di genere per i candidati alla carica di consigliere regionale.
MarcheNelle Marche, il voto disgiunto non è più consentito dal 2004.
PugliaNel 2005 i listini sono stati sostituiti da un premio di maggioranza da assegnare alle liste vincitrici nell'ambito del collegio unico regionale. La normativa pugliese ha disposto anche l'introduzione di una soglia di sbarramento unica al 4% a partire dal 2010.
SardegnaIn Sardegna vige un sistema proporzionale con eventuale premio di maggioranza: se il candidato eletto alla carica di presidente ha conseguito una percentuale compresa fra il 25% e il 40% dei voti validi, le liste a lui collegate si dividono il 55% dei seggi all'interno del consiglio regionale; se la quota di consensi ottenuti è superiore, alla coalizione vincente è attribuito almeno il 60% degli scranni. L'elettore dispone inoltre di una preferenza a favore di un candidato consigliere regionale; la soglia di accesso è pari al 10% per le coalizioni e al 5% per le liste.
SiciliaLa prima consultazione popolare che contemplava l'elezione diretta del presidente, svoltasi nel 2001, fu disciplinata in via transitoria dalla legge Tatarella. Quattro anni più tardi fu approvata una nuova legislazione, in virtù della quale i nove decimi dei membri dell'assemblea regionale siciliana sono eletti in maniera indipendente nelle varie circoscrizioni provinciali mediante uno schema proporzionale; i seggi restanti sono assegnati su base maggioritaria, a condizione che la coalizione più votata non abbia già ottenuto i due terzi dell'intero consiglio. Di conseguenza, al presidente eletto non è sempre garantita la maggioranza assoluta dell'assemblea. La clausola di sbarramento è fissata al 5% dei voti validi a livello regionale.
ToscanaA partire dal 2004, la Toscana ha operato una revisione radicale della normativa in materia di elezioni regionali. Il sistema elettorale toscano prevede un meccanismo di candidati regionali e provinciali, fissando al 45% la soglia di voti validi necessari per ottenere il 60% dei seggi in consiglio regionale; qualora tale quota non sia stata raggiunta, i seggi assegnati alle liste vincenti scendono al 57,5% del totale. È stabilita inoltre una clausola di garanzia delle minoranze, che non possono in ogni caso ricevere meno del 35% degli scranni. Sono ammessi fino a tre voti di preferenza e il voto disgiunto; la soglia di sbarramento è posta al 10% per le coalizioni, al 5% per le liste singole e al 3% per le liste collegate. Dal 2014 è previsto lo svolgimento di un turno di ballottaggio, che viene indetto nel caso in cui nessuno dei candidati alla carica di presidente della regione abbia superato i due quinti dei voti complessivi.
Trentino-Alto AdigeIl Trentino-Alto Adige è di fatto una confederazione formata dalle due province autonome di Trento e di Bolzano, che sono entrambe dotate delle prerogative proprie delle regioni a statuto speciale: le elezioni di livello regionale si svolgono dunque separatamente nei due territori. La legge stabilisce infatti che il consiglio regionale sia costituito dall'unione dei due consigli provinciali, mentre la carica di presidente della regione sia ricoperta a turno dai presidenti delle due province. In entrambi i territori le consultazioni elettorali sono disciplinate da un sistema proporzionale con voti di preferenza, corretto con un premio di maggioranza in Trentino; sono previsti inoltre alcuni accorgimenti volti a garantire la rappresentanza del gruppo linguistico ladino. Il presidente della provincia è eletto dalla cittadinanza solo in Trentino, dal momento che in Alto Adige è scelto dal consiglio fra i propri componenti.
UmbriaIn Umbria vige un sistema proporzionale con doppia preferenza di genere, modificato con un eventuale premio di maggioranza: alla coalizione del presidente eletto sono attribuiti i tre quinti dei seggi dell'assemblea regionale, con il vincolo che il partito più votato non può ottenere più della metà degli scranni complessivi. Il voto disgiunto non è consentito, mentre la soglia di accesso è pari a un quarantesimo dei suffragi.
Valle d'AostaIl consiglio regionale della Valle d'Aosta, noto anche con la denominazione in lingua francese di «Conseil de la Vallée», è eletto mediante un sistema proporzionale privo di clausole di sbarramento e corretto con un premio di maggioranza: tre quinti dei seggi sono assegnati d'ufficio alla lista o al gruppo di liste che abbia conseguito la maggioranza assoluta dei voti validi; qualora nessuno dei soggetti politici concorrenti abbia ottenuto oltre la metà dei suffragi, si ricorre a un ballottaggio fra le due liste o coalizioni più votate. Al primo turno sono ammessi inoltre fino a tre voti di preferenza. Il presidente della regione è prescelto dal consiglio fra i suoi membri, dunque non è contemplata l'elezione diretta da parte dei cittadini.
VenetoLa normativa introdotta nel 2012 ha abrogato i listini bloccati, sostituendoli con un premio di governabilità a beneficio della coalizione più votata, che in ogni caso ha diritto a una percentuale non inferiore al 55% dei seggi assembleari. Se inoltre il presidente eletto ha ottenuto almeno il 40% dei consensi senza tuttavia raggiungere la metà dei voti validi, le liste collegate si spartiscono il 57,5% degli scranni all'interno del consiglio; se la quota di suffragi ricevuti è superiore, alla coalizione vincente sono assegnati almeno i tre quinti dei seggi complessivi.

## Elezioni comunali e circoscrizionali

### Sistema vigente

#### Elezioni comunali nei centri più popolosi
Nelle municipalità con popolazione superiore a 15 000 abitanti (10 000 in Sicilia), ogni elettore ha diritto a:
- un voto per un candidato alla carica di sindaco;
- un voto per una lista di candidati alla carica di consigliere comunale;
- un massimo di due voti di preferenza a favore di candidati consiglieri di genere diverso appartenenti alla medesima lista votata.

Ciascun candidato alla carica di sindaco risulta collegato a una singola lista oppure a un gruppo di liste, detto informalmente «coalizione». È possibile votare per una lista collegata al candidato sindaco prescelto oppure per una delle liste a lui non collegate, esprimendo in quest'ultimo caso un voto disgiunto. Il cittadino può decidere di non indicare alcuna lista, limitandosi ad attribuire un suffragio in favore di uno dei candidati sindaci: in questo caso non sarà conteggiato alcun voto alle liste. Se al contrario l'elettore opta per una delle liste senza indicare alcun candidato sindaco, il voto si estende al candidato sindaco collegato alla lista prescelta.

Nei comuni più popolosi, alla coalizione del sindaco eletto sono assegnati di norma almeno i tre quinti dei seggi all'interno del consiglio comunale

È eletto sindaco il candidato che ha conseguito la maggioranza assoluta dei voti validi. Qualora nessuno dei concorrenti abbia superato la soglia del 50%, si ricorre a un ballottaggio tra i due candidati più votati al primo turno. Ai fini della distribuzione fra le liste dei seggi assembleari, si utilizza un metodo proporzionale con sbarramento al 3%; alla coalizione di liste collegate al candidato eletto sono comunque garantiti – attraverso un eventuale premio di maggioranza – almeno i tre quinti dei seggi. Quest'ultima regola non viene applicata soltanto nel particolare caso in cui si verifica almeno una delle due condizioni seguenti:
- i cittadini attribuiscono la maggioranza assoluta a una coalizione diversa da quella del sindaco eletto;
- il sindaco è eletto al primo turno ma la sua coalizione ottiene una frazione inferiore ai due quinti dei voti validi.

In tali circostanze si instaura una coabitazione forzata nota colloquialmente come «anatra zoppa».
In Alto Adige è in vigore un sistema elettorale differente di tipo proporzionale. Anche in Sicilia il sistema elettorale è diverso, in particolare, viene eletto sindaco al primo turno il candidato che raggiunga il 40% dei voti.

#### Elezioni comunali nei centri meno popolosi ed elezioni circoscrizionali
Le elezioni comunali nei centri minori e le consultazioni circoscrizionali sono disciplinate da un sistema maggioritario a turno unico, in cui ogni candidato alla carica di sindaco o di presidente della circoscrizione risulta collegato univocamente a una lista di candidati consiglieri. Il candidato più votato è eletto alla carica; la lista corrispondente ottiene inoltre i due terzi dei seggi assembleari, mentre gli scranni restanti sono distribuiti in proporzione fra le altre liste con il metodo D'Hondt. Il ballottaggio si svolge soltanto in caso di parità fra i due candidati che hanno conseguito il maggior numero di suffragi; in caso di ulteriore parità è dichiarato eletto il candidato più anziano di età.

Le consultazioni nei comuni meno popolosi e nelle circoscrizioni sono regolate da un sistema maggioritario: la lista più votata ottiene i due terzi dei seggi assembleari

Nei comuni con popolazione compresa fra 5 000 e 15 000 abitanti, l'elettore può esprimere inoltre fino a un massimo di due voti di preferenza, purché riguardino candidati consiglieri di genere diverso appartenenti alla lista prescelta; nei comuni più piccoli si ha diritto invece a una sola preferenza. Il voto disgiunto non è consentito in alcun caso.
Qualora sia stata ammessa alle elezioni una sola lista, la legge prevede che la consultazione sia valida soltanto se sono soddisfatte entrambe le condizioni seguenti:
- vi prende parte almeno la metà degli elettori;
- il numero dei voti validi raggiunge almeno la metà dei votanti.

Nei comuni valdostani anche il vicesindaco è eletto direttamente dai cittadini.

## Consultazioni elettorali non più previste in forma diretta

### Elezioni provinciali
Le consultazioni provinciali, che hanno avuto luogo nel periodo compreso fra il 1951 e il 2013, si svolgevano con un sistema analogo a quello per le elezioni comunali nei centri più popolosi. La procedura era basata su di uno speciale meccanismo di liste bloccate, in cui i candidati dei vari partiti politici – in numero pari ai seggi disponibili – erano assegnati ciascuno a un singolo collegio uninominale.

### Riferimenti normativi
1. 1 2  Costituzione della Repubblica Italiana, articoli 56 e 57.
2. 1 2  Legge 24 gennaio 1979, n. 18, articolo 1.
3. ↑  Legge 14 gennaio 2011, n. 2, articolo 1.
4. ↑  Legge 23 febbraio 1995, n. 43, articoli 1 e 2.
5. ↑  Decreto legislativo 18 agosto 2000, n. 267 – Testo unico delle leggi sull'ordinamento degli enti locali, articoli 71-73.
6. 1 2  Regione autonoma Valle d'Aosta, legge regionale 9 febbraio 1995, n. 4, e successive modifiche.
7. ↑  Decreto legislativo 18 agosto 2000, n. 267 – Testo unico delle leggi sull'ordinamento degli enti locali, articolo 17.
8. ↑  Costituzione della Repubblica Italiana, articolo 60.
9. ↑  Legge 23 febbraio 1995, n. 43, articolo 8.
10. ↑  Decreto legislativo 18 agosto 2000, n. 267 – Testo unico delle leggi sull'ordinamento degli enti locali, articolo 51.
11. ↑  Legge 21 dicembre 2005, n. 270, articolo 4.
12. ↑  Legge 21 dicembre 2005, n. 270, articolo 1.
13. ↑  Sentenza n. 1 del 2014 della Corte costituzionale.
14. 1 2 3 4 5 6 7  Legge 6 maggio 2015, n. 52, articoli 1 e 2.
15. 1 2  Legge 3 novembre 2017, n. 165, articoli 1 e 2.
16. ↑  Atto del 1976 relativo all'elezione dei rappresentanti nel Parlamento europeo a suffragio universale diretto, allegato alla decisione 76/787/CECA, CEE, Euratom del Consiglio, articolo 1, come modificato dalla decisione 2002/772/CE, Euratom del Consiglio del 25 giugno 2002 e del 23 settembre 2002, articolo 1.
17. ↑  Legge 20 febbraio 2009, n. 10, articolo 1.
18. 1 2  Legge 24 gennaio 1979, n. 18, articolo 14.
19. ↑  Legge 24 gennaio 1979, n. 18, articolo 12.
20. 1 2  Legge 24 gennaio 1979, n. 18, articolo 22.
21. ↑  Legge 24 gennaio 1979, n. 21, articolo 2.
22. ↑  Legge 24 gennaio 1979, n. 21, articoli 2 e 21.
23. ↑  Costituzione della Repubblica Italiana, articolo 122.
24. 1 2 3 4  Legge 23 febbraio 1995, n. 43, articolo 3.
25. 1 2  Regione Toscana, legge regionale 26 settembre 2014, n. 51, articolo 15.
26. 1 2 3  Legge 23 febbraio 1995, n. 43, articolo 1.
27. ↑  Legge 23 febbraio 1995, n. 43, articolo 2.
28. ↑  Legge 23 febbraio 1995, n. 43, articolo 7.
29. 1 2  Regione Abruzzo, legge regionale 2 aprile 2013, n. 9.
30. ↑  Regione Calabria, legge regionale 12 settembre 2014, n. 19 Archiviato il 18 gennaio 2015 in Internet Archive..
31. ↑  Regione Campania, legge regionale 27 marzo 2009, n. 4.
32. ↑  Regione Emilia-Romagna, legge regionale 23 luglio 2014, n. 21.
33. ↑  Regione autonoma Friuli-Venezia Giulia, legge regionale 18 giugno 2007, n. 17.
34. 1 2  Regione Lombardia, legge regionale 31 ottobre 2012, n. 17.
35. ↑  Regione Marche, legge regionale 16 dicembre 2004, n. 27.
36. ↑  Regione Puglia, legge regionale 9 febbraio 2005, n. 2, così come modificata dalla legge regionale 10 marzo 2015, n. 7 e, limitatamente all'introduzione della doppia preferenza di genere, dal decreto legge 31 luglio 2020, n. 86.
37. ↑  Regione autonoma della Sardegna, legge regionale statutaria 12 novembre 2013, n. 1.
38. ↑  Regione Siciliana, legge regionale 20 marzo 1951, n. 29, e successive modifiche.
39. ↑  Regione Umbria, legge regionale 23 febbraio 2015, n. 4.
40. 1 2  Regione Toscana, legge regionale 13 maggio 2004, n. 25.
41. ↑  Regione Veneto, legge regionale 16 gennaio 2012, n. 5, e successive modifiche.
42. 1 2 3  Legge costituzionale 31 gennaio 2001, n. 2, articolo 4.
43. ↑  Provincia autonoma di Trento, legge provinciale 5 marzo 2003, n. 2, e successive modifiche.
44. ↑  Provincia autonoma di Bolzano, legge provinciale 8 maggio 2013, n. 5.
45. ↑  Regione autonoma Valle d'Aosta, legge regionale 12 gennaio 1993, n. 3, e successive modifiche.
46. ↑  Regione Abruzzo, legge regionale 2 aprile 2013, n. 9, articolo 4.
47. ↑  Regione Abruzzo, legge regionale 2 aprile 2013, n. 9, articolo 16.
48. ↑  Regione Abruzzo, legge regionale 2 aprile 2013, n. 9, articolo 9.
49. ↑  Regione Calabria, legge regionale 12 settembre 2014, n. 19 Archiviato il 18 gennaio 2015 in Internet Archive., articolo 2.
50. ↑  Regione Calabria, legge regionale 12 settembre 2014, n. 19 Archiviato il 18 gennaio 2015 in Internet Archive., articoli 1 e 2.
51. ↑  Regione Campania, legge regionale 27 marzo 2009, n. 4, articolo 4.
52. ↑  Regione Emilia-Romagna, legge regionale 23 luglio 2014, n. 21, articolo 3.
53. ↑  Regione Emilia-Romagna, legge regionale 23 luglio 2014, n. 21, articolo 13.
54. ↑  Regione autonoma Friuli-Venezia Giulia, legge regionale 18 giugno 2007, n. 17, articolo 27.
55. ↑  Regione autonoma Friuli-Venezia Giulia, legge regionale 18 giugno 2007, n. 17, articoli 26 e 28.
56. 1 2  Regione Lombardia, legge regionale 31 ottobre 2012, n. 17, articolo 1.
57. ↑  Regione Lombardia, legge regionale 28 dicembre 2017, n. 38, articolo 1.
58. ↑  Regione Marche, legge regionale 16 dicembre 2004, n. 27, articolo 16.
59. ↑  Regione Puglia, legge regionale 9 febbraio 2005, n. 2, articoli 2, 9 e 10.
60. ↑  Regione Puglia, legge regionale 9 febbraio 2005, n. 2, articolo 11.
61. ↑  Regione autonoma della Sardegna, legge regionale statutaria 12 novembre 2013, n. 1, articolo 13.
62. ↑  Regione autonoma della Sardegna, legge regionale statutaria 12 novembre 2013, n. 1, articoli 1 e 9.
63. ↑  Legge costituzionale 31 gennaio 2001, n. 2, articolo 1.
64. ↑  Regione Siciliana, legge regionale 20 marzo 1951, n. 29, e successive modifiche, articoli 1, 1-bis, 1-ter, 2, 2-bis e 2-ter.
65. ↑  Regione Siciliana, legge regionale 20 marzo 1951, n. 29, e successive modifiche, articolo 2-ter.
66. ↑  Regione Siciliana, legge regionale 20 marzo 1951, n. 29, e successive modifiche, articolo 1-bis.
67. 1 2  Regione Toscana, legge regionale 26 settembre 2014, n. 51, articolo 17.
68. ↑  Regione Toscana, legge regionale 26 settembre 2014, n. 51, articolo 14.
69. ↑  Regione Toscana, legge regionale 26 settembre 2014, n. 51, articolo 18.
70. 1 2  Provincia autonoma di Trento, legge provinciale 5 marzo 2003, n. 2, articoli 3, 9 e 72.
71. ↑  Provincia autonoma di Bolzano, legge provinciale 8 maggio 2013, n. 5, articolo 1.
72. ↑  Provincia autonoma di Bolzano, legge provinciale 8 maggio 2013, n. 5, articolo 2.
73. ↑  Regione Umbria, legge regionale 23 febbraio 2015, n. 4, articolo 14.
74. ↑  Regione Umbria, legge regionale 23 febbraio 2015, n. 4, articoli 13 e 14.
75. ↑  Regione autonoma Valle d'Aosta, legge regionale 12 gennaio 1993, n. 3, articolo 50.
76. ↑  Regione autonoma Valle d'Aosta, legge regionale 12 gennaio 1993, n. 3, articolo 34.
77. ↑  Regione autonoma Valle d'Aosta, legge regionale 7 agosto 2007, n. 21, articolo 2.
78. 1 2  Regione Veneto, legge regionale 16 gennaio 2012, n. 5, articolo 22.
79. ↑  Regione Siciliana, decreto presidenziale 20 agosto 1960, n. 3 – Testo unico delle leggi per la elezione dei consigli comunali nella Regione Siciliana.
80. 1 2 3  Decreto legislativo 18 agosto 2000, n. 267 – Testo unico delle leggi sull'ordinamento degli enti locali, articolo 73.
81. 1 2 3 4 5  Decreto legislativo 18 agosto 2000, n. 267 – Testo unico delle leggi sull'ordinamento degli enti locali, articolo 72.
82. ↑  Decreto del presidente della Repubblica 25 marzo 1993, n. 132, articolo 6.
83. 1 2 3 4 5 6  Decreto legislativo 18 agosto 2000, n. 267 – Testo unico delle leggi sull'ordinamento degli enti locali, articolo 71.
84. ↑  Legge 8 marzo 1951, n. 122, articolo 9.
85. ↑  Decreto legislativo 18 agosto 2000, n. 267 – Testo unico delle leggi sull'ordinamento degli enti locali, articoli 74 e 75.

### Fonti secondarie
1. ↑   Ripartiti i 73 seggi assegnati all'Italia per le elezioni europee 2014, su interno.gov.it, Ministero dell'Interno, 6 marzo 2014. URL consultato il 19 marzo 2014 (archiviato dall'url originale il 19 marzo 2014).
2. ↑   Europa – Parlamento europeo, su europa.eu, Unione europea. URL consultato il 22 febbraio 2014 (archiviato il 22 febbraio 2014).
3. ↑  Visani.
4. ↑  Cafagna, p. 137.
5. ↑   Antonio Polito, Seconda Repubblica, stagione finita. Col Referendum si è chiusa un'era, in Corriere della Sera, 14 dicembre 2016. URL consultato il 10 dicembre 2017 (archiviato il 20 dicembre 2016).
6. ↑   La Consulta: «Il Porcellum è incostituzionale», in Corriere della Sera, 4 dicembre 2013. URL consultato il 4 dicembre 2013 (archiviato il 16 febbraio 2016).
7. ↑   La Corte Costituzionale boccia il 'Porcellum'. Illegittimi premio di maggioranza e liste, in ANSA, 4 dicembre 2013. URL consultato il 4 dicembre 2013 (archiviato il 6 dicembre 2013).
8. ↑  Borsi, p. 9.
9. ↑  https://cise.luiss.it/cise/2018/06/09/comunali-in-sicilia-una-legge-elettorale-sui-generis-regola-unofferta-rinnovata/